# Peter Bonetti
Peter Phillip Bonetti (* 27. September 1941 in Wandsworth; † 12. April 2020 in Walsall) war ein englischer Fußballtorwart. Er war für den Chelsea FC, die St. Louis Stars und die englische Nationalmannschaft aktiv.
Mit der englischen Nationalmannschaft wurde er als Mitglied des Kaders 1966 Weltmeister. Zu seinem einzigen Einsatz bei einer Weltmeisterschaft kam er 1970 im Viertelfinalspiel gegen Deutschland. Mit dem Londoner Chelsea FC gewann er den FA Cup von 1970 und im Jahr darauf  den Europapokal der Pokalsieger, wo Chelsea im Finale Real Madrid besiegte.

## Leben
Bonetti wurde als Sohn Schweizer Eltern, die aus dem Kanton Tessin eingewandert waren, im heute zu London zählenden Stadtteil Putney geboren. Chelsea verpflichtete Bonetti von der Jugendmannschaft des FC Reading. Zwischen 1959 und 1979 wurde er in insgesamt 729 Partien eingesetzt, was zu diesem Zeitpunkt einen Rekord darstellte. Zudem blieb er während einer Saison in 21 Spielen ohne Gegentor und musste in 2/3 seiner Begegnungen für Chelsea nur maximal ein Tor hinnehmen.
Gegen Ende seiner Laufbahn verbrachte Bonetti eine Spielzeit in der nordamerikanischen Profiliga NASL, wo er für die St. Louis Stars im Tor stand. Er erlangte in seinem letzten Länderspiel größere Bekanntheit, als er im Viertelfinale der WM 1970 in Mexiko als Ersatz für Gordon Banks nach einer 2:0-Führung gegen Deutschland noch drei Tore zum 2:3-Endstand kassierte. Dieses Spiel war Bonettis einziger Einsatz während einer Fußballweltmeisterschaft. In seinen anderen sechs Länderspielen für England musste er nur ein Gegentor hinnehmen.
Nachdem er Chelsea im Jahr 1979 endgültig verlassen hatte, zog er auf die schottische Isle of Mull, um dort als Postbote zu arbeiten. Während seines Aufenthalts in Schottland kehrte er kurz zum Fußballsport zurück und absolvierte fünf Spiele für Dundee United.
Bonetti hielt für lange Zeit den Rekord der meisten Spiele eines Torhüters bei einem Verein, bis er in den 1990er-Jahren von Alan Knight, Torwart beim FC Portsmouth, übertroffen wurde.
Peter Bonetti starb am 12. April 2020 nach langer Krankheit.

## Erfolge
England
- Weltmeister: 1966

Chelsea
- Europapokal der Pokalsieger: 1971
- FA Cup: 1970
- Football League Cup: 1964–65
- Sieger der Second Division: 1962–63, 1976–77
- FA Youth Cup: 1960